# 旺角監獄
《旺角監獄》是2009年上映的香港電影。王晶、鍾少雄導演，張家輝主演。

## 剧情
三十年前，生性懦弱的仁義社太子爺箭豬抽中「義字籌」，要去消滅社團叛徒哨牙標。好勇鬥狠的輝視之為上位的大好機會，暗中與箭豬換籌，替其執行任務。輝一行八人前往哨牙標於果欄的據點，後者早有準備並設計伏擊。同行七人戰死後，輝單人匹馬砍下幾十人，並將哨牙標斬首。而最後步出果欄之際，新紮警員余趕到並一槍將輝制服。輝被判終身監禁，而余成為警隊英雄，得名「槍王余」。
歷盡近三十年牢獄之苦，輝患上精神分裂，腦內常常出現另一人格 - 細輝，即年青時的輝，與現時笑容可鞠的輝形成強烈對比，也不時冒出來使輝突然性情大變，令身邊的人大為困惑，被譏為「黐線輝」。三十年後，在立法局議員嫻姐協助下，輝被判假釋，可提早出獄，有見眼前的旺角已今非昔比。
來到故事主線，在旺角夜場謀生的妓女大鳳得知其母去世悲痛不已，不想服侍變態的箭豬，但亦不甘夜場負責人蛋撻為了自己被箭豬羞辱，不情願地入房接待。碰着槍王余帶隊查牌，趕走大鳳並警告箭豬不要在其面試紮職之夕弄出甚麼麻煩。與此同時，大鳳的智障妹妹細鳳亦被親戚拋棄隻身偷渡赴港，箭豬派手下佳仔把她接來旺角，見其皮光肉滑遂帶入房泄欲。大鳳趕到擊傷箭豬，並帶走細鳳，匿藏在蛋撻家中。
另一邊廂，適逢仁義社龍頭去世，需要改選，幫內叔父傾向支持箭豬繼承父業，與近年成績斐然的Peter爭奪龍頭寶座。叔父們想趁社團英雄黐線輝出冊，拉攏其支持箭豬選大佬。但箭豬招呼不周，僅派佳仔敷衍迎接出獄，至晚上碰到輝方親自招待。而同時，箭豬手下捉到大鳳、細鳳和蛋撻，正打算加以折磨之際，輝卻以想享用作藉口救走三人並帶至寓所暫避。
至次日，眾社團叔父以賀輝出獄為名大排筵席，實為拉攏作為社團英雄的他，為箭豬選坐館造勢。對手Peter卻此時出現，與箭豬一干人等作對，雙方大打出手。槍王余帶隊入酒樓阻止，重遇當年被自己一槍擊敗的輝，並將席內所有人落孖葉帶走。議員嫻姐再次出面，保釋輝和大鳳，嚴詞提醒他目前是在假釋狀態，千萬不要被腦內的「細輝」駕馭，以免魯莽生事再次入冊。
重回英雄地旺角，面對眼前陌生的一切，輝覺得已經不是熟悉的旺角，午夜場、麗聲戲院等舊事物亦不復再。雖然已經脫離牢獄生活，但是輝的內心仍未能擺脫，覺得自己仍未出獄，心裏那個懲教人員依舊揮之不去。對輝來說，回到旺角，只是由一個倉轉至另一個倉，由赤柱轉至旺角。而幾日以來，大鳳陪伴在側，亦對輝暗生情愫，希望與輝和細鳯一同回鄉，重過安樂的日子。
而輝的母親七家，亦以當年愛兒鋃鐺入獄為恥，三十年來欺瞞身邊人說兒子去了外國。後來患上老人痴呆症，竟把虛構的故事當成真實，以為輝真的是長居外國。輝探母時深感無奈，只好訛稱自己是其好友「黐線」，託為照顧。但七家將眼前的「黐線」視作己出，也把大鳯當作自己的媳婦。直至一天臨終前，終於認出眼前的「黐線」就是愛兒，母子終於團聚起來，七家亦安樂離世。
社團叔父為輝母辦喪，體體面面。箭豬亦有到場，竟因一時按捺不住，趁細鳯上廁所之際再次將其強姦。輝怒火大動，上前教訓箭豬之際被叔父們阻止，欲次日三口六面和解了事。
而同時，野心勃勃的Peter收買雜誌社記者，從輝口中套出三十年前，與箭豬換籌代其執行家法的秘密，企圖影響坐館選戰。同時過槍王余一棟，揭發他當年僅是對輝背後開冷槍，而非正面決鬥將之制服，大大影響其「槍王」的聲譽，也直接令升職面試取消。仁義社叔父們和箭豬亦因雜誌報導，深感被輝出賣，趁大細鳯落街買餸之際將其擄走，與輝相約於果欄交人，企圖設伏將之滅口。
而輝亦早有準備，全副武裝，單人匹馬重回果欄，猶如當年一樣，以一當十殺出重圍。一番混戰後，槍王余再次出現．．．．．．

## 演员
| 演员   | 角色       | 备注 |
| 張家輝 | 癡線輝     | 因為一場消滅社團叛徒的行動中單人斬殺二十多人後被判無期徒刑。在獄中患上精神分裂創造出另一個兇狠人格——細輝。 入獄三十年後得陳議員幫助獲得假釋。 出獄後仍一直被自己內心幽禁，不能離開旺角。 |
| 廖啟智 | 槍王余     | 警長，脾氣火爆。27年前從背後開槍制服痴線輝，卻一直自詡「直面對決」。 |
| 鮑起靜 | 七家       | 痴線輝母親，老人痴呆症患者，幻想細輝到了荷蘭工作。 |
| 陳麗雲 | 陳議員     | 立法局議員，為痴線輝尋求假釋出獄。 |
| 莫小棋 | 大鳳       | 細鳳之姊，旺角鳳姐，屢被箭豬騷擾。被癡線輝救下後便一心跟著癡線輝。 |
| 梁進龍 | 佳仔       | 細鳳之馬伕，富有同情心，受箭豬命令照顧癡線輝及後支援痴線輝反擊箭豬。 |
| 孟瑤   | 細鳳       | 大鳳之妹，弱智人仕，母親過身後被佳仔誘拐前往香港。三度被箭豬強姦。 |
| 譚耀文 | Peter      | 代表社團的年輕勢力，與箭豬爭奪坐館。共後用計揭開當年癡線輝代箭豬執行任務之事。 |
| 韋家雄 | 箭豬       | 代表社團舊派勢力，扶不起的阿斗。表面上奉癡線輝為兄弟，社團英雄。 |
| 鄧德保 | 少年黐線輝 | 片中多以另一個人格「細輝」登場，保護形人格，幫癡線輝應付衝突。 |
| 王晶   | 蛋撻       | 夜場經理，多次幫助大鳳，受黑白兩道壓力。及後支援痴線輝反擊。 |
| 梁焯滿 | 雞精       | 箭豬手下，向佳仔講述癡線輝入獄原因。 |

## 外部連結
- 開眼電影網上《旺角監獄》的資料（繁體中文）
- 香港影庫上《旺角監獄》的資料（繁體中文）
- 时光网上《旺角監獄》的資料（简体中文）
- 豆瓣电影上《旺角監獄》的資料 （简体中文）
- 爛番茄上《旺角監獄》的資料（英文）
- 互联网电影数据库（IMDb）上《旺角監獄》的资料（英文）